# 布里尼夫卡
46°45′15″N 30°23′27″E / 46.75417°N 30.39083°E
布里尼夫卡（烏克蘭語：Бринівка）是位於烏克蘭西南部的村莊，由敖德萨州羅茲季利納區的羅茲季利納市鎮負責管轄。該村始建於1824年，面積0.57平方公里，海拔高度18米，2001年人口146，人口密度每平方公里254.8人。